# Пинера, Майк
Майк Пинера (англ. Mike Pinera; 29 сентября 1948, Тампа — 20 ноября 2024) — американский гитарист, игравший в конце 1960-х гг. в группе Blues Image, сумевший в 1970 году достичь 4 места в хит-чартах со своей песней «Ride Captain Ride». После распада коллектива, он присоединился к группе Iron Butterfly, а затем, чуть позднее, основал группу Ramatam. Также Пинера являлся одним из основателей коллектива New Cactus — поздней инкарнации группы Cactus. В 1980—1983 годах был гитаристом Элиса Купера. В позднейшие времена он выступал вместе с группой Classic Rock All Stars. Также, через своего менеджера Кима Ричардса, сотрудничал с группой Renegade. Оставшись близкими коллегами и сохранив дружеские отношения они выступили вместе на телешоу «Renegade Live @ The House of Blues».

## Карьера

### Ранние годы
В начале своей карьеры, Майк Пинера по выходным выступал вместе со своей группой Blues Image (попутно при этом основав домашнюю группу Thee Image) на концертной площадке Майами Бич. Вскоре Blues Image подписали контракт с лейблом Atlantic Records, где записали сингл «Ride Captain Ride», написанный в соавторстве с Пинерой.
Спустя какое-то время Пинера начал сотрудничать с Iron Butterfly. Появившись в качестве приглашённого гитариста на их альбоме Metamorphosis, Пинера спел вокальные партии в некоторых треках альбома. В результате Metamorphosis был официально выпущен под названием «Iron Butterfly With Pinera & Rhino». Позже Майка попросили присоединиться к группе в качестве полноценного участника. Позднее, когда Дуг Ингл оставил коллектив, Пинера на протяжении нескольких месяцев был его единственным ведущим вокалистом, после чего группа распалась. Единственной записью Iron Butterfly, сделанной с Пинерой в качестве её официального участника, является сингл «Silly Sally».

### Сольная карьера
В 1978 году Пинера выпустил свой дебютный сольный альбом Isla. Год спустя, в 1979-м, за ним последовал Forever. Ни один из этих альбомов не смог достичь значительного уровня продаж, однако сингл «Goodnight My Love» с Forever сумел достичь 70 места в чартах Billboard.

## Смерть
Пинера умер от печёночной недостаточности 20 ноября 2024 года в возрасте 76 лет.